# Stela Sava
Pentru alte persoane având același prenume, a se vedea pagina Stela.
Silvia Stela Aurelia Sava (n. 10 iunie 1907, Ploiești — d. 5 mai 1985, Scheßlitz, Germania) a fost un muzicolog, specializată în muzica bisericească veche rusă lipovenească.

## Biografie[1]
Silvia Stela Aurelia Sava s-a născut la Ploiești, unde tatăl său Vasile Sava era dirigintele Oficiului Poștal, iar mama sa Ioana Sava, era telegrafistă. A avut doi frați, pe dr. med. Valentin Sava și dr. jur. Aurel Sava.
S-a căsătorit pe 20 septembrie 1939 cu inginerul Eduard Lindner. Din căsătorie au rezultat doi copii, dr. ing Alexandru Lindner și Christina Lindner, artist instrumentist. În 1967, după participarea la Congresul de Muzicologie din Iugoslavia și Italia, se stabiliște în Germania la Köln, obținând cetățenia germană în 1970. A decedat la Scheßlitz-Bamberg, Germania.

## Studii
În 1926 termină liceul la Ploiești. Între 1926-1928 urmează cursurile Universității București, Facultatea de Filosofie și Lingvistică. Concomitent studiază pianul la Conservatorul București. Între 4 iulie 1928 și 4 august 1928 participă la cursul de vacanță «Limba franceză pentru studenți străini» la Universitatea din Grenoble, Franța. În 1929 îsi întrerupe studiile superioare diin România, pe care le continua în Franta. Între noiembrie 1929 și martie 1933 urmează cursurile Universitații Sorbona din Paris, Facultatea de Litere, unde obține „Diplome de Licentié en Lettres“ pe 27 martie 1933 în baza următoarelor «Certificats» (Certificate de studii):
- Filologie Romanică (1929)
- Istoria muzicii (1930) cu profesorul André Pirro
- Istoria artelor din Evul Mediu și contemporană (1931)
- Istoria artelor din Evul Mediu (1932)
- «Debussy» cu profesorul Léon Vallas
- Curs de Istorie Modernă cu Profesorul Schneider (1930-31),

Revenită la București obține și diploma de expert grafolog al „Școlii de Grafologie“ din București.

## Activitate profesională
Între 1934 și 1948 activează ca expert grafolog în Justiție, la București.
Între 1 septembrie 1949 și 31 octombrie 1950 este asistentă la Institutul de Teatru, București. De la 1 noiembrie 1950 până pe 31 mai 1960 se angajează ca corepetitoare la Școala de Coreografie din București.
Între 1 iunie 1960 și 1 februarie 1962 lucrează ca Cercetător științific (Bibliograf principal) la Biblioteca Academiei Române de Știință, secția de Muzicologie.
Între 2 februarie 1962 și 1 decembrie 1962 este profesoară de pian la Școala de Muzică nr. 2 din București. De la 19 noiembrie 1962 până pe 8 noiembrie 1965 activează ca Cercetător științific (asistent) la catedra Istoria Muzicii Profesor Zeno Vancea și ca corepetitoare la Conservatorul de Muzică Ciprian Porumbescu din București. Începând cu 9 noiembrie 1965 până pe 1 noiembrie 1967 este angajată ca cercetător științific la Institutul pentru Istoria Artei al Academiei pentru științe sociale și politice din București.
În 1967 participă cu contribuții proprii la congresele de muzicologie din Liubliana (Iugoslavia) și Roma (Italia). În 1968 studiază manuscrisele muzicale rusești cu notație muzicală pe bază de noime din Biblioteca Vaticanului.
Între 1 octombrie 1970 și 30 iunie 1972 a fost angajată ca cercetător științific la Universitatea Köln (Director: Prof. Dr. Kuckerz).
Între 1971 și 1973 obține o bursă de studiu finanțată de DFG (Deutsche Forschungsgemeinschaft/ Uniunea germană pentru cercetare) la Universitatea Köln pentru lucrări de cercetare în domeniul manuscriselor muzicale cu noime rusești (notația muzicală Kriuki).
La recomandarea Prof. Dr. Kuckerz de la Institutul de Știința Muzicii (Universitatea Köln), RFG, i se aprobă pe 15 august 1980 finanțarea editării lucrării sale „Die Gesänge des altrussischen Okteochos samt den Evangelien-Stichiren -- Eine Neumenhandschrift des Altgläubigen-Klosters “ (Cântările Octoichului lipovenesc împreună cu Stihirile evanghelice – un manuscris pe bază de noime (Kriuki) a mănăstirii lipovenești Belaja Krinica. In probleme de slavistică a colaborat cu Prof. Dr. Schütz de la Universitatea Erlangen.
Lucrarea conține în primul volum atât facsimile cât și transcrierea întregului manuscris din notația muzicală veche cu noime (Kriuki) în notația muzicală actuală. În volumul al doilea sunt studiate din punct de vedere muzicologic toate cântările religioase din Octoih.
Lucrarea poate fi cercetată la :
- Bayerische Staatsbibliothek (Biblioteca de Stat a Bavariei), München
- Österreichische Nationalbibliothek (Biblioteca Națională Austriacă), Viena
- Deutsche Bibliothek (Biblioteca germană), Frankfurt/Main
- Deutsche Bücherei (Biblioteca germană), Leipzig
- Unversitätsbibliothek, Abteilung Musik (Biblioteca universitară secția Muzică), Bamberg
- Library of Congress (Biblioteca Congresului), Washington, D. C. (Copyright Office)
- Biblioteca Academiei Române, București,
- Biserica (Mitropolia) Ortodoxă lipovenească din Brăila,

Lucrarea a fost recenzată în 1989 de către Prof. Dr. Christian Hannick (Catedra de Slavistică a Universității Trier), in reviste de specialitate din Germania.

## Asociații profesionale naționale
- Asociația Magistraților și Avocaților din România (din 1933)
- Societatea de Arhivistică (din 1933)

## Asociații profesionale internaționale
- Societatea Internațională de Muzicologie, Basel, Elveția (1930-1969)

## Lucrări publicate

### Cărți
- Die Gesänge des altrussischen Oktoechos samt den Evanghelien-Stichiren(Cântările Octoihului lipovenesc împreună cu Stihirile evanghelice), publicată în seria NGOMA - Studien zur Volksmusik und außereuropäischen Kunstmusik (Studii de folclor și muzică extraeuropeană)[2]

### Articole
- «Die altrussischen Neumen-Handschriften in der Bibliothek der Rumänischen Akademie der Wissenschaften zu Bukarest» (Manuscrisele cu neume lipovenești din biblioteca Academiei Române din București), ediție specială [3]
- «Trezvonul slav» din Bibl. Academiei Române (Manuscrise slave nr. 771 und 772), [4]
- «Manuscrise și publicații muzicale», [5]
- «Corul Ștabului Oștirii», [6]
- «Despre introducerea muzicii corale armonice în mănăstirea "Mihai Voda"»[7]